# Echinops echinatus
Echinops echinatus là một loài thực vật có hoa trong họ Cúc. Loài này được Roxb. mô tả khoa học đầu tiên năm 1832.